# Apogon capricornis
Apogon capricornis är en fiskart som beskrevs av Allen och Randall, 1993. Apogon capricornis ingår i släktet Apogon och familjen Apogonidae. Inga underarter finns listade i Catalogue of Life.